# Windham (hrabstwo Greene)
Windham – jednostka osadnicza w Stanach Zjednoczonych, w stanie Nowy Jork, w hrabstwie Greene.